# Eunice Ribeiro Durham

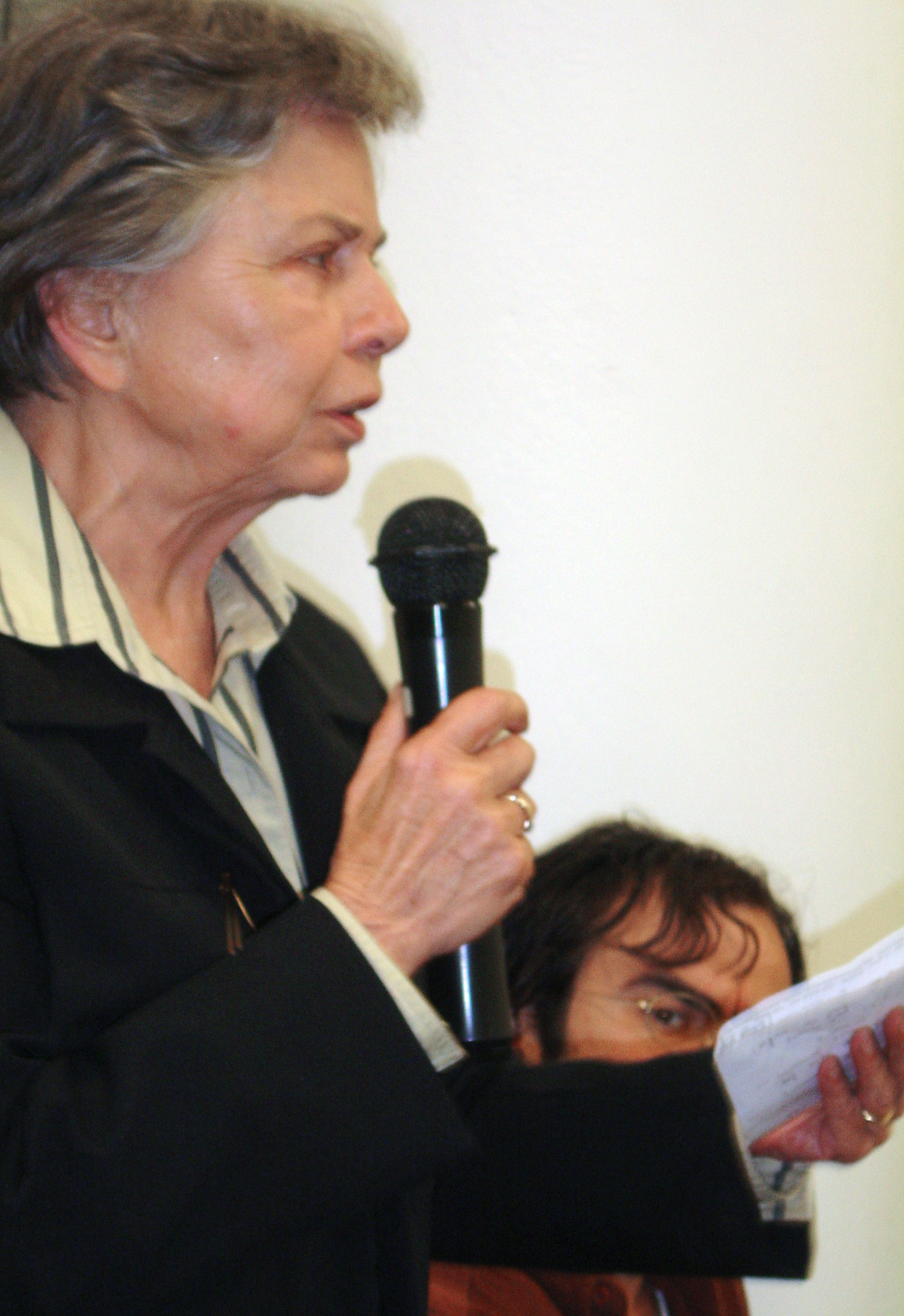
Eunice Durham (2004)

Eunice Ribeiro Durham (* 3. Juli 1932 in Limeira, São Paulo; † 19. Juli 2022 in São Paulo) war eine brasilianische Anthropologin, Politikwissenschaftlerin und Bildungssachverständige.

## Leben
Eunice Ribeiro Durham graduierte 1954 in Sozialwissenschaften an der Universidade de São Paulo. Sie erhielt an der gleichen Universität 1964 ihren Magister-Abschluss in Sozialanthropologie mit der Arbeit Mobilidade e assimilação. A história do imigrante italiano num município paulista, die die neben der deutschen Einwanderung bedeutende italienische Einwanderung nach São Paulo behandelt. Sie wurde dort 1967 in Sozialanthropologie mit der Dissertation Migração, Trabalho e Família. Aspectos do processo de integração do trabalhador de origem rural à sociedade urbano-industrial promoviert, Magister- und Doktorarbeit waren von Egon Schaden als Doktorvater betreut worden. Ihre Lehrbefähigung erhielt sie 1973 mit einer Arbeit über das ethnographische Werk Bronisław Malinowskis. An der Universität von São Paulo wurde sie Titularprofessorin für Anthropologie an der Faculdade de Filosofia, Letras e Ciências Humanas (Fakultät für Philosophie, Literatur und Humanwissenschaften). 2002 wurde sie dort emeritiert.
In ihrer beruflichen Laufbahn leistete sie verschiedene universitäre und bundesstaatliche Gremien- und Beraterarbeiten. Hierzu gehörten Tätigkeiten als Koordinatorin des von ihr mitgegründeten Núcleo de Pesquisas sobre Ensino Superior (NUPES, Forschungszentrum für Höhere Bildung) von 1989 bis 2005, dem sich ab 2005 Forschung im und als Beiratsmitglied des Núcleo de Pesquisas de Políticas Públicas (NUPPS) anschloss. Von 1990 bis 1991 war sie Präsidentin der Coordenação de Aperfeiçoamento de Pessoal de Nível Superior (CAPES, auch Capes), einer Bundesagentur des brasilianischen Bildungsministeriums, die Standards für Hochschulen festlegt. 1992 wurde sie in der Regierung von Fernando Collor im Bildungsministerium Staatssekretärin für Höhere Bildung, ebendort von 1995 bis 1997 Staatssekretärin für Bildungspolitik in der Regierung von Fernando Cardoso, von 1997 bis 2001 war sie Mitglied im Nationalen Bildungsrat, um später von 2008 bis 2012 im Bundesstaat São Paulo Mitglied des Conselho Estadual de Educação de São Paulo (CEESP) zu werden, der das gesamte Bildungswesen dieses Bundesstaates umfasst. Zeitweise war sie Vizepräsidentin der Sociedade Brasileira para o Progresso da Ciência (SBPC, Brasilianische Gesellschaft für Fortschritte der Wissenschaft).
Ab etwa 1957 begann eine umfangreiche publizistische Tätigkeit als Autorin, Beiträgerin und Herausgeberin. Ein Schwerpunkt ist die Höhere Bildung. Die Zeit der Militärdiktatur (1964–1985) hatte Einschränkungen der Hochschulautonomie gebracht, zu Beginn der Sechsten Republik standen ab 1985 Reformen an. Hierfür lieferte sie analytische und programmatische Beiträge. Ein zweiter Schwerpunkt ist die Urbane Anthropologie, wobei Durham ländliche und städtische Migration, städtische soziale Bewegungen und Familienorganisation behandelt.

## Auszeichnungen
- 1996: Großoffizier des Rio-Branco-Ordens (Ordem de Rio Branco)
- 2000: Großoffizier des Nationalen Ordens für Bildungsverdienste (Ordem Nacional do Mérito Educativo)
- 2001: Verdienstmedaille 50 Jahre CAPES, Coordenação de Aperfeiçoamento de Pessoal de Nível Superior
- 2002: Kommandeur des Nationalen Ordens für Wissenschaftliche Verdienste
- 2002: Professora Emérita, Faculdade de Filosofia, Letras e Ciências Humanas, USP
- 2004: Verdienstmedaille Roquette Pinto - 50 Jahre ABA, Associação Brasileira de Antropologia
- 2011: Homenagem a Mestres das Ciências Sociais, Núcleo de Pesquisa de Políticas Públicas da USP

## Schriften
Monografien
- mit Eunice Todescan Ribeiro: A difusão do Adventismo da Promessa no Catulé. Anhembi-INEP, São Paulo 1957.
- Assimilação e mobilidade. A história do imigrante italiano num município paulista. (= Publicações do Instituto de Estudos Brasileiros; 3). IEB, São Paulo 1966.
- A caminho da cidade. A vida rural e a migração para São Paulo. Editora Perspectiva, São Paulo 1973.
- A reconstituicão da realidade. Um estudo sobre a obra etnográfica de Bronislaw Malinowski. Ática, São Paulo 1978.
- Família e reprodução humana. Zahar, Rio de Janeiro 1983.
- (Hrsg.): Coleção Grandes Cientistas Sociais - Malinowski. Ática, São Paulo 1986.
- mit Simon Schwartzman: Avaliação do Ensino Superior. EdUSP, São Paulo 1992.
- mit Helena Sampaio (Hrsg.): O ensino superior em transformação. NUPES, USP, São Paulo 2001.
- A dinâmica da cultura. Ensaios de antropologia. Cosac Naify, São Paulo 2004.[4]

Beiträge (Auswahl):
- mit Ruth Corrêa Leite Cardoso: O ensino da antropologia no Brasil. In: Revista de antropologia, São Paulo, Band 9, 1961, Nr. 1/2, S. 91–107.
- Mit Ruth C. Leite Cardoso: A investigação antropológica em áreas urbanas. In: Vozes, Petrópolis, Band 67, 1973, Nr. 2, S. 49–54.
- Os problemas atuais da pesquisa antropológica no Brasil, (antropologia social e cultural). In: Revista de antropologia, São Paulo, Band 25, 1982, S. 159–170.
- O lugar do indio. In: Novos Estudos. Cebrap, São Paulo, Band 1, 1982, Nr. 4, S. 45–49 (Online).
- A universidade brasileira. Os impasses da transformação. In: Ciência e cultura, São Paulo, Band 38, 1986, Nr. 12, S. 2004–2018.

In das Deutsche ist bisher keines ihrer Werke übersetzt worden.